# Taeniolella rudis
Taeniolella rudis är en lavart som först beskrevs av Pier Andrea Saccardo, och fick sitt nu gällande namn av S. Hughes 1958. Taeniolella rudis ingår i släktet Taeniolella och familjen Mytilinidiaceae.   Inga underarter finns listade i Catalogue of Life.